# Dousland
Dousland – osada w Anglii, w Devon. Leży 15,4 km od miasta Plymouth, 45 km od miasta Exeter i 300,8 km od Londynu. W 2015 miejscowość liczyła 807 mieszkańców.